# Slave Banar
Slave Banar (Macedonisch: Славе Банар) (Lesjani, 5 januari 1954) is een Macedonisch schrijver, dichter en professor aan de Staatsuniversiteit van Tetovo.